# Miki Kanie
Miki Kanie (en japonés: 蟹江美貴, Kanie Miki; Gifu, 4 de diciembre de 1981) es una deportista japonesa que compitió en tiro con arco, en la modalidad de arco recurvo.
Participó en los Juegos Olímpicos de Londres 2012, obteniendo una medalla de bronce en la prueba por equipo (junto con Ren Hayakawa y Kaori Kawanaka).
Ganó una medalla de plata en el Campeonato Mundial de Tiro con Arco al Aire Libre de 2009 y una medalla de plata en el Campeonato Mundial de Tiro con Arco en Sala de 2012.

## Palmarés internacional
| Juegos Olímpicos                 | Juegos Olímpicos           | Juegos Olímpicos  | Juegos Olímpicos |
| Año                              | Lugar                      | Medalla           | Prueba           |
| -------------------------------- | -------------------------- | ----------------- | ---------------- |
| 2012                             | Londres (Reino Unido)      | Medalla de bronce | Equipo           |
| Campeonato Mundial al Aire Libre |                            |                   |                  |
| Año                              | Lugar                      | Medalla           | Prueba           |
| 2009                             | Ulsan (Corea del Sur)      | Medalla de plata  | Equipo           |
| Campeonato Mundial en Sala       |                            |                   |                  |
| Año                              | Lugar                      | Medalla           | Prueba           |
| 2012                             | Las Vegas (Estados Unidos) | Medalla de plata  | Equipo           |